# Battaglia di Bassignana (1799)
La battaglia di Bassignana si svolse a Bassignana il 12 maggio 1799, nell'ambito della guerra della seconda coalizione delle guerre rivoluzionarie francesi, e vide lo scontro tra le truppe francesi, comandate dal generale Jean Moreau, e le truppe russe del generale Rosenberg. La battaglia si concluse con una vittoria francese.

## Contesto storico
La progressiva espansione dell'influenza francese in Italia e la spedizione militare di Napoleone Bonaparte in Egitto misero in allarme le maggiori potenze europee. Intenzionate a distruggere la giovane repubblica d'oltralpe, Austria, Inghilterra e Russia si coalizzarono, sebbene non vi fosse alcun accordo formale. Sul suolo europeo, tre furono i principali teatri degli scontri: Svizzera, Germania ed Italia.

## Antefatti
L'esercito francese in Italia fu inizialmente affidato al generale Schérer. Quest'ultimo fu appositamente richiamato al servizio sul campo dopo svariati anni di inattività e dimostrò presto di non essere all'altezza del compito: a Verona non riuscì a sfruttare la sua parziale vittoria, a Magnano fu sconfitto dalle truppe austriache e dopo la sua ritirata sull'Adda, la sua pessima gestione delle truppe influì pesantemente sulle successive sconfitte francesi. Il suo posto fu preso dal suo secondo in comando, il generale Moreau.

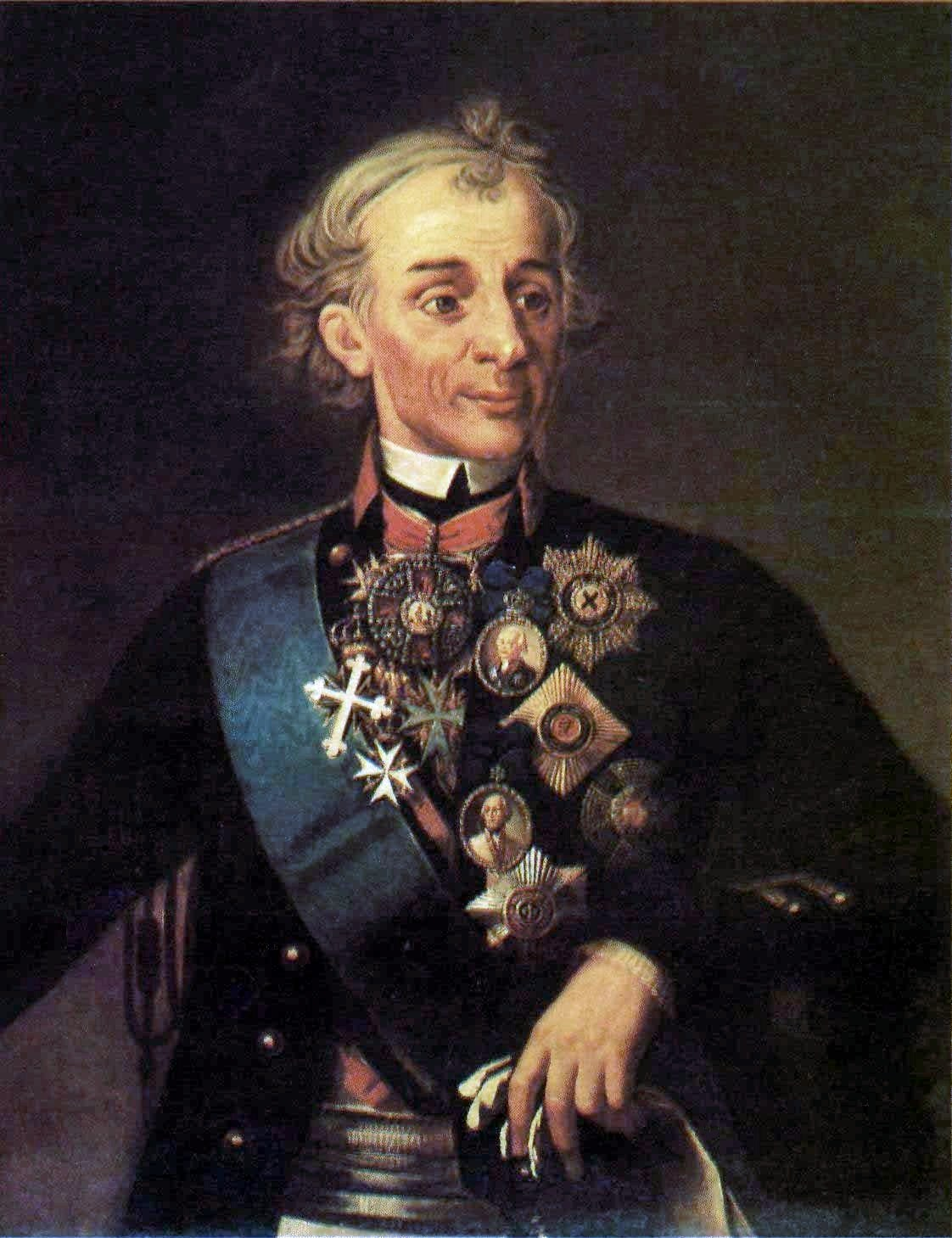
Il generalissimo Suvorov

Mentre tutto ciò accadeva, dalla Russia giunsero i rinforzi, guidali dal generalissimo Suvorov, militare estremamente capace ed esperto, la cui fama era così grande che era stato richiesto dalle altre potenze della coalizione per guidare la campagna in Italia, nonostante fosse caduto in disgrazia agli occhi del suo imperatore. L'impatto del generale russo fu immediato ed evidente: nel giro di due settimane dal suo trionfale ingresso a Verona il 15 aprile, aveva assediato e preso la città di Brescia, sconfitto i francesi a Lecco, Cassano d'Adda e Verderio, catturato l'intera divisione del generale Sérurier e liberato Milano dai repubblicani, riportandola sotto il controllo austriaco, temporaneamente gestito dal generale von Melas.

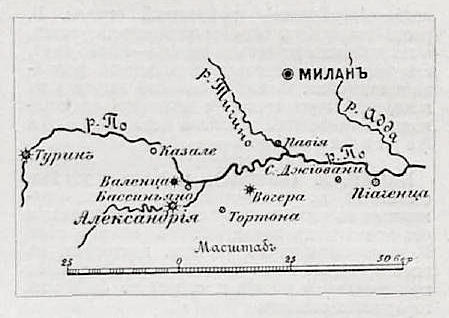
Mappa dei luoghi della campagna di Suvorov

Con i francesi respinti oltre al Ticino, la situazione nel nord Italia sembrava essere sotto il suo completo controllo. Dopo una breve pausa, arrivarono nuovi ordini dal Consiglio aulico di Vienna: prendere le fortezze di Mantova e Peschiera, che i francesi ancora occupavano ed erano le uniche forze nemiche rimaste in Lombardia. Suvorov, personaggio di carattere estremamente attivo e combattivo, era personalmente contrario a tale piano: avrebbe preferito continuare a respingere i francesi, costringendoli ad arretrare sino agli Appennini e poi cacciarli del tutto dalla Pianura Padana.
Moreau, invece, con un esercito ridotto a meno di 20 000 uomini, si era momentaneamente ritirato dietro al Ticino ma sapeva di non poter mantenere una linea così estesa e senza fortezze con così poche truppe. Si presentò dunque un dilemma: avvicinarsi alla Svizzera dove le forze di Massena avrebbero potuto contribuire alla causa dell'Armata d'Italia o avvicinarsi agli Appennini, dove le forze di MacDonald stavano risalendo la penisola per venire in suo soccorso.

## La battaglia

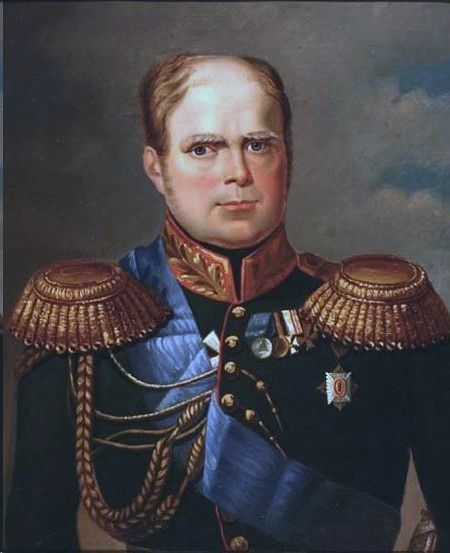
Arciduca Costantino

Inizialmente, le truppe della coalizione credevano che Valenza fosse libera dalle truppe francesi. Il piano per l'attraversamento del fiume fu ideato l'8 maggio; due giorni dopo fu scoperto che Valenza era occupata dagli uomini di Moreau. Invece di seguire le istruzioni di Suvorov, Rosenberg, molto probabilmente seguendo gli ordini dell'Arciduca Costantino, proseguì, intento ad attraversare il Po non lontano dalla confluenza con il Tanaro. Nel frattempo, il generale Chubarov esplorò l'isola di Mugarone, in mezzo al Po, stabilendo che fosse un buon punto per attraversare il fiume. Fu costruito un passaggio mobile: una corde furono tesa a collegare la sponda del fiume con l'isola, in modo che una chiatta potesse trasportare rapidamente gli uomini attraverso la parte più profonda del fiume. I preparativi russi erano così ovvi che Moreau li scambiò per una manovra diversiva, lasciando sul luogo solo alcuni reparti sotto il comando di Grenier, mentre il resto dell'esercito si recava ad Alessandria. La sera dell'11 maggio, Rosenberg portò 4 000 uomini sull'isola (tre battaglioni di granatieri, tre compagnie di jager, un reggimento di cosacchi). Giunsero in seguito altri due battaglioni di fanteria. Le forze russe attesero l'alba sull'isola. Il giorno seguente, il 12 maggio, le truppe russe attraversarono il fiume, sfruttando due guadi segnalati loro da delle guide locali, e cacciarono i pochi uomini lasciati dai francesi. Entrarono poco dopo in città, abbattendo l'albero della libertà lasciato dai repubblicani. In questo frangente, Rosenberg iniziò a spostare i suoi uomini sulla riva nord del Po verso l'isola, mentre quelli che avevano già attraversato si spostarono a sud-ovest, dove incontrarono le prime sacche di resistenza frances e a Pecetto di Valenza.

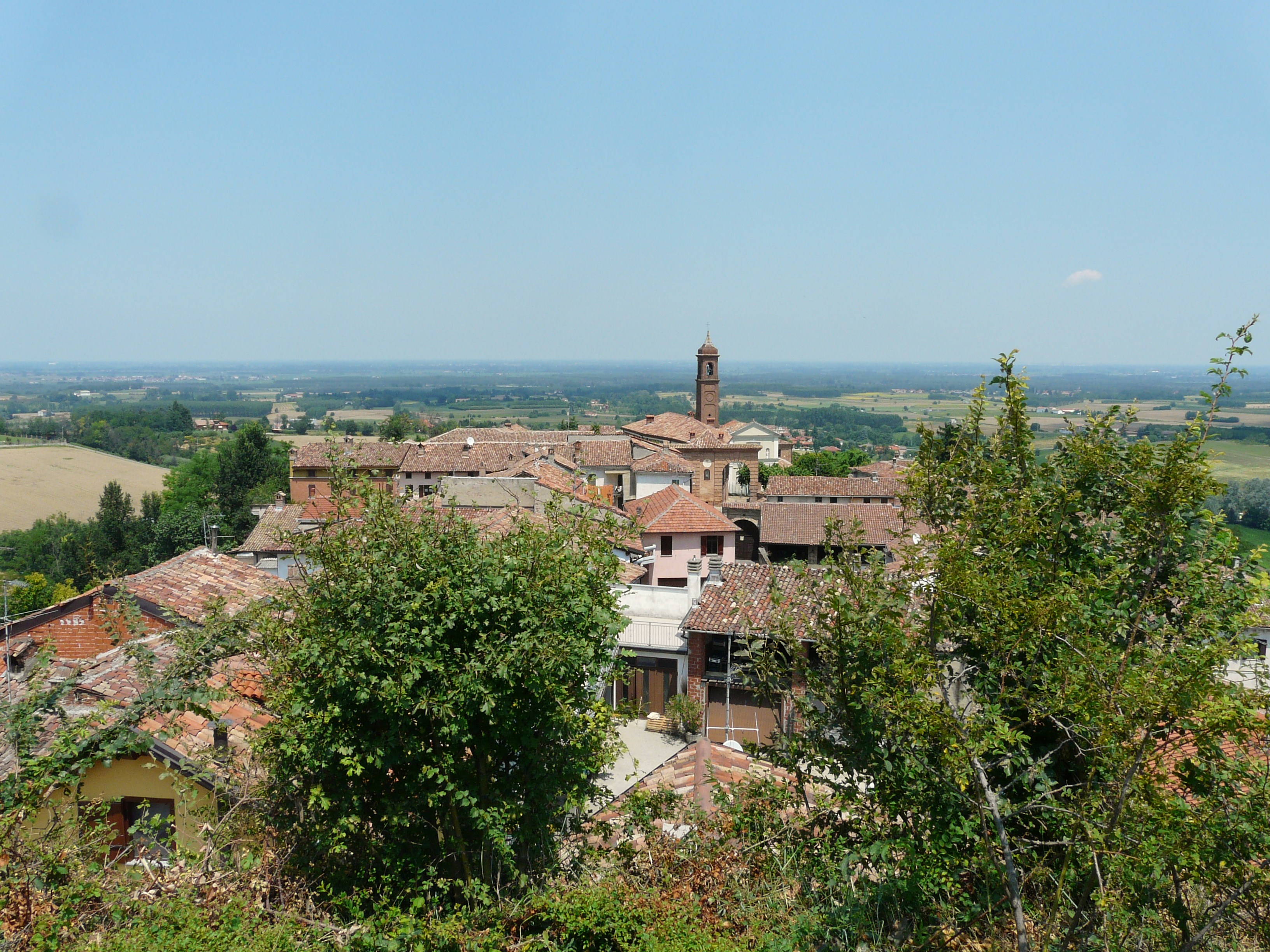
Pecetto di Valenza.

Esistono due versioni per quanto accadde in seguito. Nella prima, i francesi riuscirono a respingere i primi assalti dei cosacchi a Pecetto e a Brico di San Antonio, ma non riuscirono a replicarsi con la fanteria russa, che li cacciò dalle loro posizioni verso le 16:15. Contemporaneamente, Moreau venne a sapere delle azioni dei russi ed inviò la divisione di Grenier e la riserva di Gardanne ad occuparsi delle truppe nemiche. Anche Victor fu mandato sul luogo con la sua divisione. Giunti sul posto, gli uomini di Grenier liberarono in fretta Pecetto, mentre Chubarov raccoglieva quanti più soldati possibile per trattenere i francesi.
Nella seconda versione, Moreau, al momento a Valenza, ordinò agli avamposti di Bassignana di retrocedere gradualmente verso la divisione di Grenier. Chubarov avanzò con 2 500 uomini di fanteria e con i cosacchi, organizzando le sue truppe in tre battaglioni e mezzo. Grenier si schierò con la sua divisione rivolta verso est, mantenendo Valenza alla sua sinistra, passando per il colle di Sant'Antonio e Pecetto. Posizionò la brigata di Gareau a sinistra e quella di Quesnel a destra, con la riserva di Gardanne all'estremità dello schieramento, dal lato di Quesnel. Verso le 13, i russi iniziarono ad attaccare la posizione di Quesnel, venendo costantemente respinti. Quando avvistarono le colonne di Victor in arrivo da sud, questi iniziarono a ritirarsi.
In questo frangente, un ufficiale arrivò, portando gli ordini di Suvorov: il piano per prendere Valenza doveva essere abbandonato e tutti gli uomini disponibili dovevano ricongiungersi al corpo principale. Solo ad qualche picchetto sarebbe potuto restare sulla riva opposta a Valenza, come osservatori e nulla di più. Le truppe che avevano attraversato il fiume sarebbero dovute tornare indietro, mentre alle altre veniva proibito di avanzare in soccorso dei loro commilitoni. L'Arciduca ignorò gli ordini e comandò ai reggimenti di Miloradovich, Schveikovsky e Rosenberg, assieme a due compagnie del reggimento Tyrtov di ingaggiare il nemico. Il colonnello austriaco MacDermott scrisse che il coraggio e la resistenza dei soldati russi impedì la completa distruzione, mentre il capitano russi Gryazev ammise che la battaglia si trasformò in un imbarazzante e caotica fuga, dove i soldati ignoravano gli ordini dei propri ufficiali di combattere per mettersi in salvo. Gli stessi abitanti di Bassignana, che poche ore prima li avevano accolti come liberatori, ora gli schernivano.
Se la divisione di Victor fosse giunta in tempo, l'intera forza nemica sarebbe potuta finire prigioniera, ma i suoi soldati erano troppo stanchi per proseguire. Per distrarre i francesi, Rosenberg inviò due battaglioni sulla riva opposta a Valenza e ordinò a Vukassovich di spingersi fino a Casale Monferrato: entrambi i tentativi fallirono. Alla sera, i superstiti del combattimento di Bassignana fecero ritorno all'isola per cercare di attraversare il fiume: la corda che teneva in posizione la chiatta era stata tagliata e ci volle del tempo per recuperare l'imbarcazione. Prima furono trasportati i feriti, poi toccò agli altri soldati. Nel mentre, l'artiglieria francese iniziò a bersagliarli, nonostante il buio. Il cavallo dell'Arciduca lo disarcionò mentre guadavano il fiume e solo l'intervento di un cosacco salvò il dignitario russo. Alle 2 del giorno dopo, l'Arciduca attraversò il fiume su una barca, con uno dei suoi aiutanti che la spingeva in avanti usando una picca.

## Bilancio e conseguenze
Le perdite russe furono consistenti, stimate tra le 1 500 e le 2 000, incluso il generale Chubarov, morto negli scontri. I francesi ebbero circa 600 tra morti e prigionieri, con un numero simile di feriti.
Rosenberg scrisse a Suvorov, chiedendo che la colpa venisse interamente attribuita ad un messaggio giunto in ritardo, piuttosto che all'Arciduca. Così fu fatto. Successivamente, venuti a colloquio privato, Costantino scoppiò in lacrime, mentre Suvorov rimproverò severamente l'aiutante di campo dell'Arciduca, minacciandolo di rispedirlo in Russia se un episodio del genere si fosse ripetuto.
Moreau notò che Suvorov aveva diviso le sue forze, lasciando gli austriaci sulla riva meridionale del Po mentre i russi erano sull'altra. Dopo aver concentrato le proprie forze dei pressi di Alessandria, i due schieramenti si batterono a Marengo pochi giorni dopo.